# خورخي جبريل
خورخي جبريل (بالبرتغالية: Jorge Gabriel‏) هو مقدم تلفزيوني وصحفي برتغالي، ولد في 29 مايو 1968 في لشبونة في البرتغال.

## وصلات خارجية
- الموقع الرسمي
- خورخي جبريل على موقع IMDb (الإنجليزية)
- خورخي جبريل على موقع قاعدة بيانات الفيلم (الإنجليزية)